# Харви, Джон (шахматист)
Джон Б. Харви (англ. John B. Harvey, годы жизни неизвестны) — канадский шахматист. Серебряный призёр чемпионата Канады 1920 г. (разделил 1—2 места с С. Гэйлом и проиграл дополнительный матч). В 1913 г. выиграл чемпионат города Мус-Джо (Саскачеван). В 1921 г. участвовал в американском шахматном конгрессе.
Был военным летчиком. Дослужился до звания капитана. Во время Первой мировой войны служил в Королевских ВВС Великобритании. Был сбит и провел 19 месяцев в немецком плену.
После возвращения на родину жил в Монреале.

## Спортивные результаты
| Год  | Город         | Соревнование                        | + | −  | = | Результат | Место |
| ---- | ------------- | ----------------------------------- | - | -- | - | --------- | ----- |
| 1913 | Мус-Джо       | Чемпионат города                    |   |    |   |           | 1     |
| 1920 | Торонто       | Чемпионат Канады                    |   |    |   |           | 1—2   |
| 1921 | Атлантик-Сити | 8-й американский шахматный конгресс | 1 | 10 | 0 | 1 из 11   | 11—12 |